# Йорк-Лендін
Йорк-Лендін (англ. York Landing) — індіанська резервація в Канаді, у провінції Манітоба, у межах невключеної частини переписної області №22.

## Населення
За даними перепису 2016 року, індіанська резервація нараховувала 443 особи, показавши скорочення на 1,6%, порівняно з 2011-м роком. Середня густина населення становила 39,6 осіб/км².
З офіційних мов обидвома одночасно не володів жоден з жителів, тільки англійською — 445, а 5 — жодною з них. Усього 100 осіб вважали рідною мовою не одну з офіційних, з них 95 — одну з корінних мов.
Працездатне населення становило 70,2% усього населення, рівень безробіття — 15%.

## Клімат
Середня річна температура становить -3,5°C, середня максимальна – 20,3°C, а середня мінімальна – -30,4°C. Середня річна кількість опадів – 498 мм.
| Клімат поселення                              | Клімат поселення | Клімат поселення | Клімат поселення | Клімат поселення | Клімат поселення | Клімат поселення | Клімат поселення | Клімат поселення | Клімат поселення | Клімат поселення | Клімат поселення | Клімат поселення | Клімат поселення |
| Показник                                      | Січ.             | Лют.             | Бер.             | Квіт.            | Трав.            | Черв.            | Лип.             | Серп.            | Вер.             | Жовт.            | Лист.            | Груд.            |                  |
| Середній максимум, °C                         | −17,95           | −15,34           | −7,96            | 2,36             | 10,85            | 18,30            | 20,34            | 18,79            | 12,09            | 4,37             | −7,36            | −17,65           |                  |
| Середня температура, °C                       | −24,19           | −21,6            | −14,2            | −3,9             | 4,62             | 12,06            | 16,10            | 14,52            | 7,82             | 0,10             | −11,62           | −21,91           |                  |
| Середній мінімум, °C                          | −30,43           | −27,82           | −20,46           | −10,13           | −1,62            | 5,80             | 11,80            | 10,27            | 3,55             | −4,16            | −15,89           | −26,18           |                  |
| Норма опадів, мм                              | 19               | 16               | 19               | 23               | 45               | 59               | 82               | 76               | 59               | 43               | 33               | 24               |                  |
| Середньомісячна швидкість вітру, м/с          | 3.82             | 3.70             | 3.90             | 4.20             | 4.20             | 4.00             | 3.80             | 3.90             | 4.30             | 4.40             | 4.10             | 3.70             |                  |
| Середньомісячна сонячна радіація, кДж/м²·день | 2959             | 6709             | 12516            | 18088            | 20831            | 21529            | 20339            | 16079            | 9874             | 5280             | 2867             | 2001             |                  |
| --------------------------------------------- | ---------------- | ---------------- | ---------------- | ---------------- | ---------------- | ---------------- | ---------------- | ---------------- | ---------------- | ---------------- | ---------------- | ---------------- | ---------------- |
| Джерело:                                      |                  |                  |                  |                  |                  |                  |                  |                  |                  |                  |                  |                  |                  |